# Mariniana
Egnazia Mariniana (latino: Egnatia Mariniana; ... – prima del 253) fu probabilmente la moglie dell'imperatore romano Valeriano e la madre dell'imperatore Gallieno.

## Biografia
Esistono diverse monete riportanti la legenda DIVAE MARINIANAE ("alla divina Mariniana") che vengono datate ai primi anni di regno di Valeriano e Gallieno: data l'usanza di divinizzare le mogli degli imperatori morte prima dell'ascesa al trono dei mariti, è probabile che Mariniana fosse la moglie di Valeriano e che sia morta prima del 253, anno della sua ascesa al trono.
Se Egnazio Vittore Mariniano (Egnatius Victor Marinianus), legato di Arabia e Mesia Superiore, fu il padre di Mariniana, allora è probabile che questa fosse madre di Gallieno, il cui nome completo fu Publio Licinio Egnazio Gallieno.